# Vera Van Renterghem
Vera Van Renterghem (Brugge, 1970) is een Vlaams auteur van kinder- en jeugdboeken. Ze debuteerde in 2008 met Giftig! bij uitgeverij Manteau.
Vera schrijft naast kinder- en jeugdromans ook kortverhalen, poëzie, theaterteksten en filmscenario’s. Enkele van haar gedichten werden gepubliceerd in literaire tijdschriften. “Bovenal ben ik een moeder, een dochter, een vrouw, een vriend, een zwerver, een twijfelaar, een zoeker, een bewonderaar en misschien daardoor ook een schrijver," omschrijft ze zichzelf.

## Biografie
Vera Van Renterghem werd als tweelingzus in Brugge geboren in een gezin met twee oudere broers en twee oudere zussen. Lezen en fantaseren waren heel belangrijk voor haar. Aan de universiteit studeerde ze hedendaagse geschiedenis. Haar eerste schrijfervaring deed ze op aan de universiteit. Als wetenschappelijke medewerker schreef ze er enkele geschiedenisboeken en artikels voor wetenschappelijke tijdschriften.